# Ṭ
Ṭ ، ṭ یکی از حروف الفبای لاتین است. این حرف تشکیل شده از یک T با نقطه‌ای در زیر آن. از این حرف برای ترانویسی زبان‌های آفروآسیایی و برای نشان دادن ت مؤکد استفاده می‌شود. همچنین ṭ یکی از حروف الفبای لاتین بربری است. کاربرد دیگر این حرف نشان دادن آوای انسدادی برگشتی بی‌واک در زبان‌های هندوآریایی، ایرانی شرقی و دراویدی می‌باشد. پیشتر در زبان جاوه‌ای نیز Ṭ نمایندهٔ همین آوا بود، ولی امروزه جای آن را ترکیب th گرفته‌است.